# Michaelis-konstanten
Michaelis-konstanten eller Michaelis-Menten-konstanten er en kemisk konstant, der udtrykker forholdet mellem ratekonstanterne i en reaktion beskrevet af Michaelis-Menten-ligningen. For en enzymatisk reaktion, dvs. en reaktion katalyseret af et enzym, kan et reaktionsskema opstilles:
{\displaystyle {\begin{aligned}E+S{\underset {k_{-1}}{\overset {k_{1}}{\begin{smallmatrix}\displaystyle \longrightarrow \\\displaystyle \longleftarrow \end{smallmatrix}}}}ES{\overset {k_{2}}{\longrightarrow }}E+P\end{aligned}}}
Reaktionsskemaet viser et enzym E, der binder et substrat S for at danne et enzym-substrat-kompleks ES. Det er nu muligt for substratet at blive omdannet til produktet P, mens enzymet løser bindingen. Det ses, at raten, der afhænger af {\displaystyle k_{1}}, danner ES, mens raterne for henholdsvis {\displaystyle k_{-1}} og {\displaystyle k_{2}} omdanner komplekset igen. Michaelis-konstant er da givet ved:
{\displaystyle K_{m}={\frac {k_{-1}+k_{2}}{k_{1}}}}
Hvis {\displaystyle k_{2}} er lig med nul, reduceres formlen til
{\displaystyle K_{m}={\frac {k_{-1}}{k_{1}}}}
Dermed bliver Michaelis-konstant i et sådant specialtilfælde lig med ligevægtskonstanten i reaktionen mellem substrat og enzym-substrat-kompleks.